# Erik Sigerud
Erik Axel Kjellsson Sigerud, född 1977 i Borlänge, är en svensk målare, verksam i Stockholm. Han växte upp i Västerås och i Falun. 1999 började han på École nationale supérieure des Beaux-Arts i Paris och 2003 studerade han på Universität der Künste i Berlin. År 2004 diplomerades han från ENSB-A.